# 마르틴 카세레스
호세 마르틴 카세레스 실바(Jose Martin Caceres Silva, 1987년 4월 7일 ~ )는 우루과이의 축구 선수이다. 2006년에 프로축구팀 데펜소르 스포르팅 입단으로 데뷔하였다. 2022년에는 LA 갤럭시에서 수비수로 뛰고 있다.

## 국제 경력

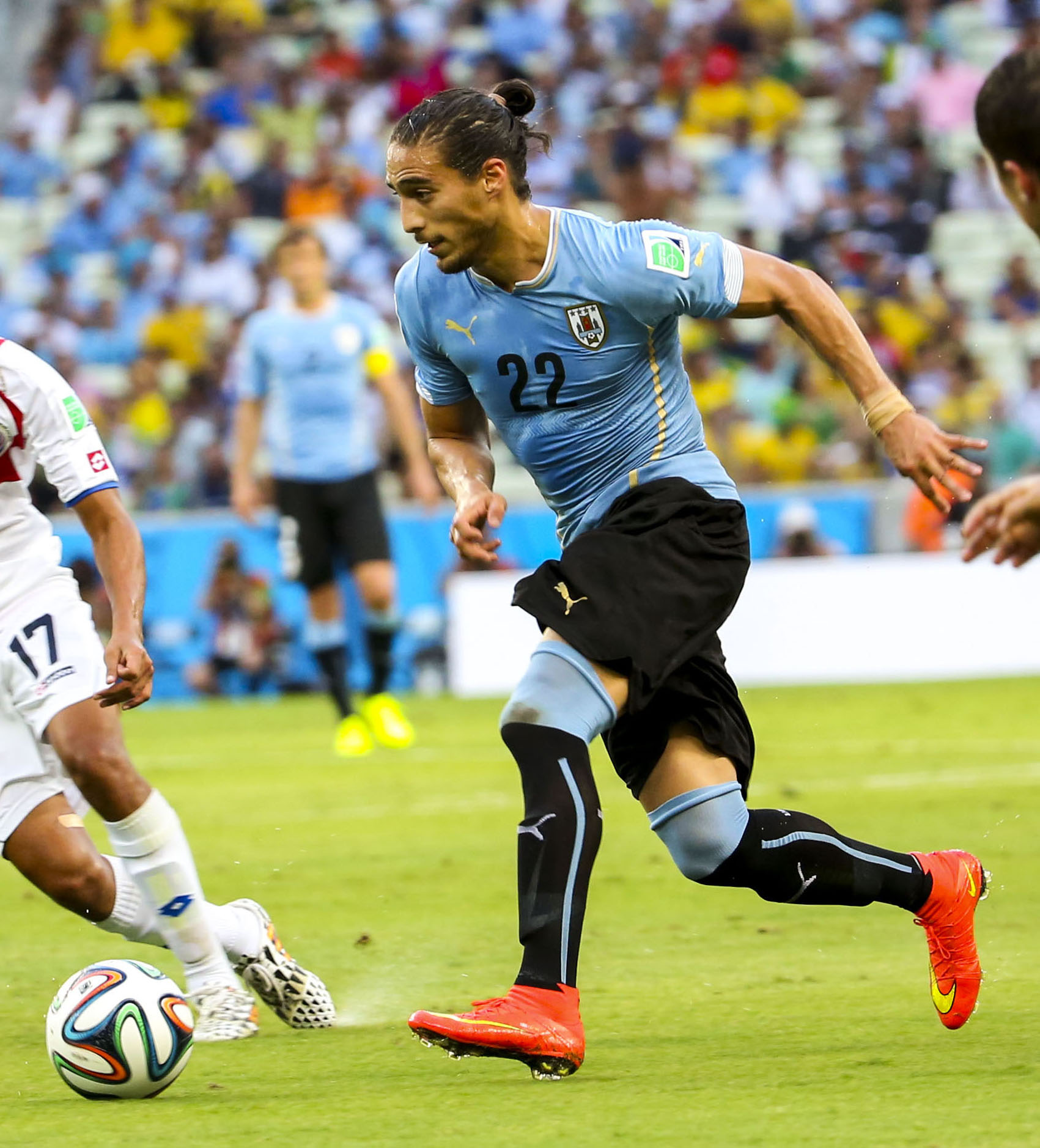
2014 월드컵에서의 카세레스의 활약

카세레스는 2007년 캐나다에서 개최된 2007년 FIFA U-20 월드컵에서 우루과이를 대표하여 참가하였으며, 결국 우루과이 대표팀이 16강에서 탈락하면서 대표팀의 모든 경기에 출전하였다. 그 이전에 그는 2007년 남미 U-20 축구 선수권 대회에서 최고의 수비수로 선정되어 팀이 3위를 차지하는 데 도움을 주었다.
카세레스는 2007년 9월 12일, 요하네스버그에서 남아프리카 공화국을 상대로 우루과이 대표팀으로 데뷔하였다. 2010년에는 오스카르 타바레스 감독이 그해의 2010년 FIFA 월드컵을 위한 23명의 선수 명단에 카세레스를 선발하였다. 우루과이는 오른쪽 백으로 포르투의 호르헤 푸실레의 후보로 그를 백업으로 선정하여 준결승에서 네덜란드와의 경기와 3위전인 독일과의 경기 (둘 다 3-2 패배)에 출전하였다.
카세레스는 2011년 6월 23일, 친선 경기에서 에스토니아를 상대로 3-0으로 승리한 경기에서 국제경기 첫 골을 기록했다. 그해 아르헨티나에서 열린 2011년 코파 아메리카에서 후실레가 선발되지 않은 상태에서 토너먼트 전체 6경기 중 5경기에 출전하며 우루과이가 15번째 대륙 대회 우승을 차지하는 데 기여하였다. 특히 카세레스는 8강전에서 호스트 국가를 상대로 결정적인 패널티킥을 성공시켜 승리하였다.
카세레스는 2013년 2013년 FIFA 컨페더레이션스컵에서 우루과이를 대표하여 4경기에 출전하였다. 3위전에서 이탈리아와 맞대결에서 아슬아슬한 2-2 동점을 풀지 못하고 연장 후 패널티킥으로 3-2로 패했으며, 카세레스는 유벤투스 팀 동료인 지안루이지 부폰에게 패널티킥을 막아내어 패배했다. 또한 2014년 2014년 FIFA 월드컵에 참가하였으며, 팀이 16강전에서 콜롬비아에 2-0으로 패했던 이스타지우 두 마라카낭의 경기에서도 포함하여 4경기에 출전하였으며, 이로써 우루과이는 마지막 16강 단계에 진출하였다.
2015년 3월에 발목 부상으로 2015년 코파 아메리카 대표팀 명단에서 제외되었다. 2016년 2월에 입은 심각한 아킬레스건 손상으로 2016년 여름에 개최된 코파 아메리카 센테나리오에 참가하지 못했다.
카세레스는 2018년 러시아에서 열린 2018년 FIFA 월드컵을 위해 우루과이의 최종 23명 대표팀 명단에 포함되었다. 그는 4강전에서 모든 경기와 시간을 뛰어 4강전에서 탈락하였다.
2019년 3월, 타바레스는 카세레스를 브라질에서 열린 2019년 코파 아메리카 대표팀 명단에 포함시켰다. 6월 16일, 그는 대회 개막전에서 에콰도르를 상대로 4-0으로 승리한 경기에서 루이스 알베르토 수아레스의 골을 어시스트하였다. 이 대회 동안 총 4경기에 출전하였으며, 출전했던 8강전에서 페루와의 경기에서 패널티킥까지 갔으나 결국 5-4로 패해 대회에서 탈락하였다.
카세레스는 2020년 10월 13일, 2022년 월드컵 예선에서 이탈리아와의 경기에서 국제경기 100경기를 뛰었으며, 팀은 이탈리아에 4-2로 패했다.

## 같이 보기
- A매치 100경기 이상 출전한 축구 선수 명단